# 1.Fußball-Club Schweinfurt 05 2001-2002
Questa voce raccoglie le informazioni riguardanti il 1.Fußball-Club Schweinfurt 05 nelle competizioni ufficiali della stagione 2001-2002.

## Stagione
Nella stagione 2001-2002 il Schweinfurt, allenato da Đurađ Vasić, concluse il campionato di 2. Bundesliga al 17º posto e retrocesse in Regionalliga.

## Rosa
| N. |                     | Ruolo | Calciatore           |
| -- | ------------------- | ----- | -------------------- |
| 1  | Germania (bandiera) | P     | Ralf Scherbaum       |
| 2  | Germania (bandiera) | D     | Sven Kresin          |
| 3  | Germania (bandiera) | D     | Dirk Dorbath         |
| 4  | Serbia (bandiera)   | D     | Pero Škorić          |
| 5  | Germania (bandiera) | C     | Dieter Wirsching     |
| 6  | Germania (bandiera) | D     | Heiko Gröger         |
| 7  | Germania (bandiera) | C     | Jürgen Hein          |
| 8  | Serbia (bandiera)   | C     | Kristian Sprecakovic |
| 9  | Germania (bandiera) | C     | Matthias Gerhardt    |
| 10 | Germania (bandiera) | C     | Steffen Rögele       |
| 11 | Germania (bandiera) | A     | Josef Tuma           |
| 12 | Croazia (bandiera)  | D     | Igor Budiša          |
| 13 | Germania (bandiera) | C     | Steffen Stockmann    |
| 14 | Germania (bandiera) | A     | Florian Galuschka    |
| 15 | Germania (bandiera) | D     | Günter Heberle       |
| 16 | Germania (bandiera) | C     | Michael Miedl        |
| 17 | Germania (bandiera) | D     | Oliver Beer          |

| N. |                                 | Ruolo | Calciatore        |
| -- | ------------------------------- | ----- | ----------------- |
| 18 | Serbia (bandiera)               | A     | Ermin Melunovic   |
| 19 | Germania (bandiera)             | D     | Michael Schiele   |
| 20 | Turchia (bandiera)              | C     | Müjdat Karagöz    |
| 21 | Germania (bandiera)             | C     | Roland Stein      |
| 22 | Bosnia ed Erzegovina (bandiera) | C     | Almir Delic       |
| 23 | Germania (bandiera)             | C     | Thorsten Seufert  |
| 24 | Serbia (bandiera)               | A     | Veselin Popović   |
| 25 | Germania (bandiera)             | D     | Guido Gorges      |
| 26 | Germania (bandiera)             | P     | Axel Keller       |
| 27 | Germania (bandiera)             | P     | Christian Tremel  |
| 28 | Germania (bandiera)             | C     | Martin Schneider  |
| 29 | Germania (bandiera)             | A     | Vitus Nagorny     |
| 30 | Stati Uniti (bandiera)          | C     | Adamo Campellone  |
| 31 | Germania (bandiera)             | D     | Sven Günther      |
| 32 | Romania (bandiera)              | P     | Marius Todericiu  |
| 33 | Germania (bandiera)             | D     | David Bergner     |
| 34 | Montenegro (bandiera)           | C     | Dejan Vukadinović |

## Organigramma societario
Area tecnica
- Allenatore: Đurađ Vasić
- Allenatore in seconda:
- Preparatore dei portieri:
- Preparatori atletici:

## Calciomercato

### Sessione estiva
| Acquisti | Acquisti         | Acquisti          | Acquisti |
| R.       | Nome             | da                | Modalità |
| -------- | ---------------- | ----------------- | -------- |
| A        | Veselin Popović  | OFK Belgrado      |          |
| D        | Oliver Beer      | Bayern Monaco II  |          |
| C        | Almir Delic      | Waldhof Mannheim  |          |
| D        | Sven Günther     | Norimberga        |          |
| C        | Admir Hasanovic  | Monaco 1860 II    |          |
| D        | Günter Heberle   | Kickers Stoccarda |          |
| P        | Axel Keller      | Monaco 1860       |          |
| D        | Sven Kresin      | Monaco 1860 II    |          |
| A        | Ermin Melunovic  | Wehen Wiesbaden   |          |
| C        | Michael Miedl    | Monaco 1860 II    |          |
| A        | Vitus Nagorny    | Karlsruhe         |          |
| D        | Eric Noll        | Monaco 1860 II    |          |
| D        | Michael Schiele  | Aalen             |          |
| C        | Thorsten Seufert | Jahn Ratisbona    |          |
| C        | Roland Stein     | Wacker Burghausen |          |

| Cessioni | Cessioni      | Cessioni             | Cessioni |
| R.       | Nome          | da                   | Modalità |
| -------- | ------------- | -------------------- | -------- |
| A        | Festus Agu    | Aalen                |          |
| D        | Darko Ramovs  | Čukarički            |          |
| D        | Jens von Nida | SG 01 Hoechst        |          |
| C        | Sascha Zrnic  | Kickers Stoccarda II |          |

### Sessione invernale
| Acquisti | Acquisti          | Acquisti         | Acquisti |
| R.       | Nome              | da               | Modalità |
| -------- | ----------------- | ---------------- | -------- |
| D        | David Bergner     | Norimberga       |          |
| D        | Guido Gorges      | Hannover 96      |          |
| P        | Marius Todericiu  | H. Rishon LeZion |          |
| C        | Dejan Vukadinović | OFK Belgrado     |          |
| D        | Igor Budiša       | Saarbrücken      |          |

| Cessioni | Cessioni        | Cessioni   | Cessioni |
| R.       | Nome            | da         | Modalità |
| -------- | --------------- | ---------- | -------- |
| C        | Admir Hasanovic | 1. FC Sand |          |
| D        | Eric Noll       | Iōnikos    |          |

## Risultati

### 2. Bundesliga

#### Girone di andata
| Arbitro: | Wagner |

|           |           |  |
| Fuchs 62’ | Marcatori |  |

| Arbitro: | Kinhöfer |

|                         |           |                 |
| Heberle 29’ Dorbath 57’ | Marcatori | 41’ Breitkreutz |

| Arbitro: | Stachowiak |

|                     |           |  |
| Preuß 61’ Skela 81’ | Marcatori |  |

| Arbitro: | Gräfe |

|             |           |  |
| Seufert 83’ | Marcatori |  |

| Duisburg 8 settembre 2001, ore 15:00 CEST 5ª giornata | Duisburg   | 0 – 0 referto | Schweinfurt 05 | Wedaustadion (5 095 spett.)\| Arbitro: \| Minskowski \| |
| Arbitro:                                              | Minskowski |               |                |                                                         |

| Schweinfurt 16 settembre 2001, ore 15:00 CEST 6ª giornata | Schweinfurt 05 | 0 – 0 referto | Greuther Fürth | Sachs-Stadion (8 000 spett.)\| Arbitro: \| Jansen \| |
| Arbitro:                                                  | Jansen         |               |                |                                                      |

| Arbitro: | Lange |

|                               |           |  |
| Ristić 1’ Okeke 18’ Menze 87’ | Marcatori |  |

| Arbitro: | Kammerer |

|            |           |  |
| Rögele 50’ | Marcatori |  |

| Arbitro: | Anklam |

|            |           |  |
| Bugera 64’ | Marcatori |  |

| Arbitro: | Voss |

|                                             |           |                                           |
| Wirsching 13’ Sprecakovic 42’ Melunovic 50’ | Marcatori | 59’ Toppmöller 72’ Fahrenhorst 81’ Bemben |

| Arbitro: | Schmidt |

|                                                   |           |               |
| Weiland 44’ Friedrich 45’ Schwarz 78’ Voronin 79’ | Marcatori | 40’ Melunovic |

| Arbitro: | Fröhlich |

|                |           |                                           |
| Teofilovic 66’ | Marcatori | 5’ Kaufman 13’, 21’ Šimák 62’ Mikolajczak |

| Arbitro: | Kircher |

|                                             |           |  |
| Rietpietsch 44’, 64’ Vier 48’, 63’ Falk 75’ | Marcatori |  |

| Arbitro: | Berg |

|                              |           |                             |
| Melunovic 31’, 48’, 73’, 83’ | Marcatori | 14’ Feinbier 76’ Zimmermann |

| Arbitro: | Margenberg |

|                          |           |             |
| Kampf 37’, 71’ Gatti 89’ | Marcatori | 87’ Popović |

| Arbitro: | Trautmann |

|                    |           |            |
| Melunovic 37’, 64’ | Marcatori | 49’ García |

| Arbitro: | Meyer |

|                        |           |  |
| Pasieka 45’ Klausz 89’ | Marcatori |  |

#### Girone di ritorno
| Arbitro: | Späker |

|                     |           |           |
| Melunovic 8’ (rig.) | Marcatori | 44’ Fuchs |

| Arbitro: | Jansen |

|                   |           |            |
| Hutwelker 9’, 16’ | Marcatori | 1’ Popović |

| Arbitro: | Gräfe |

|  |           |                 |
|  | Marcatori | 80’ Rasiejewski |

| Arbitro: | Aust |

|                    |           |               |
| Wichniarek 4’, 28’ | Marcatori | 53’ Melunovic |

| Arbitro: | Keßler |

|                           |           |                      |
| Melunovic 36’ Seufert 48’ | Marcatori | 61’ Voss 84’ Peschel |

| Arbitro: | Frank |

|                       |           |  |
| Kioyo 22’ Azzouzi 50’ | Marcatori |  |

| Arbitro: | Scheppe |

|  |           |           |
|  | Marcatori | 47’ Divić |

| Arbitro: | Minskowski |

|             |           |  |
| Schmidt 51’ | Marcatori |  |

| Arbitro: | Stachowiak |

|                               |           |                   |
| Gerhardt 36’, 48’ Popović 53’ | Marcatori | 13’ Breitenreiter |

| Arbitro: | Lange |

|                             |           |                      |
| Reis 51’, 87’ Hashemian 89’ | Marcatori | 37’ (rig.) Melunovic |

| Arbitro: | Wezel |

|  |           |                           |
|  | Marcatori | 4’, 66’ Thurk 88’ Weiland |

| Arbitro: | Margenberg |

|                                                                        |           |  |
| Żuraw 8’ N'Diaye 21’ Casey 35’ Štefulj 39’ Krupniković 49’ Kaufman 68’ | Marcatori |  |

| Arbitro: | Schmidt |

|  |           |                                        |
|  | Marcatori | 15’ Chiquinho 56’ Beliakov 90’ Wojtala |

| Arbitro: | Rafati |

|                           |           |             |
| Bella 26’, 85’ Donato 38’ | Marcatori | 89’ Heberle |

| Arbitro: | Koop |

|                                   |           |                                  |
| Campellone 38’ Melunovic 73’, 83’ | Marcatori | 42’, 53’ Chałaśkiewicz 76’ Gatti |

| Arbitro: | Aust |

|                            |           |                   |
| García 3’ Frommer 27’, 44’ | Marcatori | 36’ (rig.) Rögele |

| Arbitro: | Scheppe |

|  |           |            |
|  | Marcatori | 14’ Bundea |

## Statistiche

### Statistiche di squadra
| Competizione  | Punti | In casa | In casa | In casa | In casa | In casa | In casa | In trasferta | In trasferta | In trasferta | In trasferta | In trasferta | In trasferta | Totale | Totale | Totale | Totale | Totale | Totale | DR  |
| Competizione  | Punti | G       | V       | N       | P       | Gf      | Gs      | G            | V            | N            | P            | Gf           | Gs           | G      | V      | N      | P      | Gf     | Gs     | DR  |
| ------------- | ----- | ------- | ------- | ------- | ------- | ------- | ------- | ------------ | ------------ | ------------ | ------------ | ------------ | ------------ | ------ | ------ | ------ | ------ | ------ | ------ | --- |
| 2. Bundesliga | 24    | 17      | 6       | 5       | 6       | 23      | 27      | 17           | 0            | 1            | 16           | 7            | 43           | 34     | 6      | 6      | 22     | 30     | 70     | -40 |
| Totale        | 24    | 17      | 6       | 5       | 6       | 23      | 27      | 17           | 0            | 1            | 16           | 7            | 43           | 34     | 6      | 6      | 22     | 30     | 70     | -40 |

### Andamento in campionato
| Giornata  | 1  | 2  | 3  | 4  | 5  | 6  | 7  | 8  | 9  | 10 | 11 | 12 | 13 | 14 | 15 | 16 | 17 | 18 | 19 | 20 | 21 | 22 | 23 | 24 | 25 | 26 | 27 | 28 | 29 | 30 | 31 | 32 | 33 | 34 |
| --------- | -- | -- | -- | -- | -- | -- | -- | -- | -- | -- | -- | -- | -- | -- | -- | -- | -- | -- | -- | -- | -- | -- | -- | -- | -- | -- | -- | -- | -- | -- | -- | -- | -- | -- |
| Luogo     | T  | C  | T  | C  | T  | C  | T  | C  | T  | C  | T  | C  | T  | C  | T  | C  | T  | C  | T  | C  | T  | C  | T  | C  | T  | C  | T  | C  | T  | C  | T  | C  | T  | C  |
| Risultato | P  | V  | P  | V  | N  | N  | P  | V  | P  | N  | P  | P  | P  | V  | P  | V  | P  | N  | P  | P  | P  | N  | P  | P  | P  | V  | P  | P  | P  | P  | P  | N  | P  | P  |
| Posizione | 12 | 11 | 12 | 12 | 11 | 10 | 12 | 10 | 11 | 11 | 12 | 12 | 14 | 12 | 15 | 14 | 15 | 15 | 15 | 15 | 15 | 15 | 16 | 16 | 16 | 16 | 16 | 16 | 16 | 16 | 16 | 16 | 16 | 17 |

Legenda:

Luogo: C = Casa; T = Trasferta. Risultato: V = Vittoria; N = Pareggio; P = Sconfitta.

### Statistiche dei giocatori
| O. Beer        | 13 | 0  | 3 | 0 |
| D. Bergner     | 5  | 0  | 4 | 0 |
| I. Budiša      | 9  | 0  | 4 | 0 |
| A. Campellone  | 6  | 1  | 1 | 0 |
| A. Delic       | 14 | 0  | 4 | 0 |
| D. Dorbath     | 17 | 1  | 3 | 0 |
| F. Galuschka   | 9  | 0  | 0 | 0 |
| M. Gerhardt    | 22 | 2  | 4 | 0 |
| G. Gorges      | 13 | 0  | 3 | 2 |
| H. Gröger      | 23 | 0  | 3 | 0 |
| S. Günther     | 6  | 0  | 2 | 0 |
| G. Heberle     | 29 | 2  | 3 | 0 |
| J. Hein        | 0  | 0  | 0 | 0 |
| M. Karagöz     | 4  | 0  | 0 | 0 |
| A. Keller      | 0  | 0  | 0 | 0 |
| S. Kresin      | 26 | 0  | 5 | 0 |
| E. Melunovic   | 26 | 14 | 5 | 0 |
| M. Miedl       | 17 | 0  | 3 | 0 |
| M. Muniz       | 4  | 0  | 0 | 0 |
| V. Nagorny     | 24 | 0  | 4 | 0 |
| V. Popović     | 16 | 3  | 0 | 0 |
| S. Rögele      | 25 | 2  | 7 | 0 |
| R. Scherbaum   | 34 | 0  | 2 | 0 |
| M. Schiele     | 2  | 0  | 0 | 0 |
| M. Schneider   | 7  | 0  | 2 | 0 |
| T. Seufert     | 21 | 2  | 3 | 0 |
| K. Sprecakovic | 33 | 1  | 2 | 0 |
| R. Stein       | 7  | 0  | 0 | 0 |
| S. Stockmann   | 21 | 0  | 5 | 1 |
| V. Teofilovic  | 2  | 1  | 0 | 0 |
| M. Todericiu   | 0  | 0  | 0 | 0 |
| C. Tremel      | 0  | 0  | 0 | 0 |
| J. Tuma        | 14 | 0  | 2 | 0 |
| D. Vukadinović | 2  | 0  | 0 | 0 |
| D. Wirsching   | 7  | 1  | 0 | 0 |
| P. Škorić      | 18 | 0  | 3 | 0 |